# Elisa Mouliaá
Elisa Mouliaá Ruiz de Elvira (Madrid, 7 de enero de 1989) es una presentadora y actriz española de teatro, cine y televisión.  

## Biografía
Nació en Madrid en 1989. Hija de Ignacio Mouliaá, funcionario del Ministerio de Hacienda, e Isabel Ruiz de Elvira, empezó en teatro en 1997, cuando ingresó con ocho años, por influencia paterna, en una compañía donde debutó con obras como La rosa tatuada de Tenessee Williams o La vida en un hilo, de Edgar Neville. Se formó cinco años en el Estudio Internacional Juan Carlos Corazza. Compaginó sus estudios con los de Psicología en la Universidad Autónoma de Madrid.[cita requerida]
Debutó en televisión en 2006 con un pequeño papel en la serie Génesis, en la mente del asesino, y siguió con intervenciones episódicas en Círculo Rojo, El internado o Cuestión de sexo.
Se hizo conocida en 2010 cuando entró como personaje fijo en la serie de máxima audiencia, Águila Roja de TVE, donde desarrolló el personaje de Irene ocho temporadas, desde la segunda hasta la novena, en 2016.Por ese trabajo ganó el Premio Nuevo Talento 2011 en el Festival de Cine y Mujer, de Andorra, Teruel. 
En 2011 fue elegida por Tom Fontana para interpretar a Pantisilea en la serie  franco alemana, Borgia, creada por Tom Fontana y dirigida por Oliver Hirschbiegel.
En 2013 debutó en el cine en Al final todos mueren en el segmento «El Hombre del mañana» dirigido por David Galán Galindo. En la cinta, apadrinada por Javier Fesser, Elisa interpretó a Lara. Por este papel fue candidata al Premio Goya Mejor actriz revelación 2014.  
En 2015 participó en la serie Rabia de Cuatro junto a Patricia Vico y Adriana Ozores.
En febrero de 2016 estrenó la primera temporada de la serie Buscando el norte en Antena 3 interpretando a Manuela. También ese año estrenó la película Embarazados, dirigida por Juana Macías, y junto a Paco León y Alexandra Jiménez. En septiembre se incorporó al reparto de la segunda temporada de la serie de Televisión Española Olmos y Robles interpretando a la jueza Nora Salgado. En 2017 fue escogida para formar parte de la serie diaria de Tve Servir y Proteger producida por Plano a Plano interpretando a la oficial Lola Ramos. 
En 2019 debutó como presentadora en el programa de zapping de Televisión española TVEmos, producido por Mediapro, que condujo hasta 2021. En 2019 también fue colaboradora en el programa de TVE +Cotas. Y verano de 2024 se incorpora como colaboradora a Zapeando, de La Sexta.
Ha protagonizado videos musicales para cantantes o bandas como Ivan Ferreiro en el tema Paraísos perdidos, 84 en la canción Tribunal, Izal en la canción Tu continente o Love of Lesbian con Los días no vividos, y ha alternado su labor de actriz con campañas de moda, como las realizadas para Refresh Shoes, Springfield, o Tampax.[cita requerida]

## Vida personal
Su primo es Nacho Dean Mouliaá, conocido por dar la vuelta al mundo andando.
En agosto de 2019 contrajo matrimonio con el australiano Shaun Raymond con el que tuvo en 2020 una hija en común. Se divorció de su marido en 2023. 
El 24 de octubre de 2024 denunció haber sido víctima de un presunto acoso sexual en 2021 por parte de Íñigo Errejón, político miembro del partido Más País y portavoz parlamentario de la coalición Sumar.

## Filmografía

### Televisión
Series
| Año       | Título                           | Cadena   | Personaje      | Notas                                                                                 |
| --------- | -------------------------------- | -------- | -------------- | ------------------------------------------------------------------------------------- |
| 2006      | Génesis: En la mente del asesino | Cuatro   | Chica violada  | Episodio: «La virtud del asesino»                                                     |
| 2007      | Círculo rojo                     | Antena 3 | Chica raptada  | Episodios: «Comienza el misterio» y «Caminos separados»                               |
| 2007      | El internado                     | Antena 3 | Alicia         | Episodio: «Persiguiendo Luciérnagas»                                                  |
| 2009      | Cuestión de sexo                 | Cuatro   | Elisa          | Episodio: «Para tener pareja, ¿hay que echarle valor o estar loco?»                   |
| 2010-2016 | Águila Roja                      | La 1     | Irene Mendoza  | Elenco recurrente; 85 episodios                                                       |
| 2011      | Borgia                           | Canal+   | Pantisilea     | Elenco recurrente; 4 episodios                                                        |
| 2014      | De Biker Boys                    | Eén      | Estella        | Episodio: «Lloret del mar»                                                            |
| 2015      | Rabia                            | Cuatro   | Lola Castro    | Elenco principal; 8 episodios                                                         |
| 2016      | Buscando el norte                | Antena 3 | Manuela Nogués | Elenco principal; 8 episodios                                                         |
| 2016      | Olmos y Robles                   | La 1     | Nora Salgado   | Elenco principal; 10 episodios (Temporada 2)                                          |
| 2017-2019 | Servir y proteger                | La 1     | Lola Ramos     | Elenco principal; 349 episodios (Temporada 1-2) / Invitada; 4 episodios (Temporada 3) |

Programas
| Año       | Título                       | Cadena    | Papel        |
| --------- | ---------------------------- | --------- | ------------ |
| 2015      | Gala de los premios LFP      | La 1      | Presentadora |
| 2015      | Enciende tu Navidad          | La 1      | Presentadora |
| 2015-2021 | TVEmos                       | La 1      | Presentadora |
| 2017      | All you need is love... o no | Telecinco | Colaboradora |
| 2019      | +Cotas                       | La 1      | Colaboradora |
| 2019      | Vaya crack                   | La 1      | Invitada     |
| 2019      | Hacer de comer               | La 1      | Invitada     |
| 2024      | Zapeando                     | La Sexta  | Colaboradora |
| 2024      | TardeAR                      | Telecinco | Invitada     |
| 2025      | ¡De viernes!                 | Telecinco | Invitada     |

### Cine
| Año  | Título                | Personaje | Director               |
| ---- | --------------------- | --------- | ---------------------- |
| 2013 | Al final todos mueren | Lara      | David Galán Galindo    |
| 2016 | Embarazados           | Gloria    | Juana Macías           |
| 2018 | Bernarda              | Adela     | Emilio Ruiz Barrachina |

### Cortometrajes
| Año  | Título               | Personaje | Director                |
| ---- | -------------------- | --------- | ----------------------- |
| 2008 | Martina y la luna    | Martina   | Javier Loarte           |
| 2009 | Domingo por la tarde | ―         | Ana Lambarri            |
| 2011 | Bad Night            | La chica  | Ainhoa Menéndez Goyoaga |
| 2012 | Las Meninas          | Belén     | Eva Cools               |
| 2012 | Rotos                | Chica     | Roberto Pérez Toledo    |
| 2014 | El resto es silencio | Helena    | Pablo Bullejos          |
| 2016 | El adivino           | Julia     | Álvaro Vicario          |
| 2017 | Paralysis            | Alba      | Alejandro Barvel        |

### Teatro
| Año  | Título                           | Personaje | Director           |
| ---- | -------------------------------- | --------- | ------------------ |
| 1998 | La vida en un hilo               | Luisita   |                    |
| 2000 | La rosa tatuada                  | Rosita    |                    |
| 2012 | The Café                         | Zooey     | Kyle Bradstreet    |
| 2013 | ¿Por qué yo?                     | Inma      | Belén Verdugo      |
| 2015 | El cielo que me tienes prometido | Mariana   | Ana Diosdado       |
| 2018 | Polvorones                       | Jazmin    | Juan Carlos Mestre |

## Premios
| Año  | Festival                          | Notas                                     |
| ---- | --------------------------------- | ----------------------------------------- |
| 2011 | Festival de Cine y mujer Aragonés | Premio Nuevo Talento por Águila Roja      |
| 2013 | Womens Independent Film Festival  | Mejor actriz protagonista por Las Meninas |
| 2016 | Festival de Cine y Salud          | Premio Actriz joven                       |